# Arts-Loi/Kunst-Wet
Arts-Loi/Kunst-Wet – stacja metra w Brukseli, na linii 1 i 5. Znajduje się za stacją Park/Parc, Maelbeek/Maalbeek, Madou i Trône/Troon. Została otwarta 20 września 1976.